# 아버지의 깃발 (영화)
《아버지의 깃발》(영어: Flags of Our Fathers)은 클린트 이스트우드가 감독, 공동 제작, 작곡을 맡고 윌리엄 브로일리스 주니어, 폴 해기스가 각본을 쓴, 2006년에 개봉한 미국의 전쟁 영화이다. 1945년 이오지마 전투가 일어나던 당시에 이오지마 성조기 게양에 참여했던 5명의 해병 대원과 한 명의 해군 위생병에게 일어난 여파와 사건들을 다룬 동명의 소설을 원작으로 한다.
이 영화는 이오지마 전투 당시 미국인의 시점에서 촬영되었으며, 반면 후속작이자 클린트 이스트우드가 감독을 맡은 《이오지마에서 온 편지》는 일본인의 입장에서 본 촬영된 영화이다. 《이오지마에서 온 편지》는 일본에서 2006년 12월 9일에서 개봉하였고 미국에서는 《아버지의 깃발》이 개봉한지 두달 뒤인 2006년 12월 20일에 개봉하였다.

## 줄거리
영화는 이오지마 전투에 참전했던 세 명의 미군 병사, 아이라 헤이즈, 르네 가뇽, 존 "닥" 브래들리가 전쟁 채권 판매를 위한 영웅 대접을 받는 현재와 이오지마 전투 당시의 기억을 교차하며 전개된다.
해병 28연대 5사단은 하와이 캠프 타라와에서 훈련을 마치고 이오지마 침공에 나선다. 해군 폭격 후 해병대는 해변에 상륙하지만 일본군의 격렬한 포격과 기관총 사격에 큰 피해를 입는다. 치열한 전투 끝에 해변을 확보하고, 닥은 부상당한 해병들을 구하며 해군 십자훈장을 받는다.
2월 23일, 마이크 스트랭크가 이끄는 소대는 스리바치 산 정상에 도달하여 성조기를 게양한다. 해군 장관의 요청으로 두 번째 성조기가 게양되고, 이 장면이 종군 사진기자 조 로젠탈에 의해 사진으로 포착된다. 이후 마이크를 포함한 몇몇 해병이 전투 중 사망하고, 닥은 부상을 입은 채 귀국하게 된다.
전투 후 로젠탈의 사진은 미국 전역에 큰 감동을 주고, 르네는 사진 속 6명의 인물을 묻는 질문에 자신, 마이크, 닥, 프랭클린, 그리고 원래 행크 한센이었어야 할 자리에 할런 블록을 잘못 지목한다. 그는 아이라를 여섯 번째 인물로 지목하고, 아이라는 격분한다.
닥, 아이라, 르네는 채권 판매를 위해 고국으로 돌아와 영웅 대접을 받지만, 아이라는 점점 죄책감과 차별에 시달리며 알코올 중독에 빠진다. 결국 그는 채권 판매에서 제외되고, 다른 두 사람은 계속해서 캠페인에 참여한다.
전쟁 후 세 사람은 각자의 삶으로 돌아가지만, 아이라는 여전히 알코올 중독에서 벗어나지 못하고 불행하게 삶을 마감한다. 닥은 장례 사업을 하며 성공하지만, 르네는 채권 판매 당시 받았던 호의들이 모두 사라진 것을 느끼며 좌절한다. 1994년, 닥은 죽기 직전 자신의 아들에게 모든 진실을 이야기하며 영화는 마무리된다. 이오지마 전투와 성조기 게양이라는 영웅적인 사건 뒤에 숨겨진 세 사람의 고뇌와 진실을 담담하게 그려낸다.

## 출연
- 라이언 필리피 - 해군 의무대 소속 이등병 시절 존 브래들리
- 조지 그리자드 - 존 브래들리
- 제시 브래드퍼드 - 상등병 르니 개그넌
- 애덤 비치 - 상등병 아이라 헤이즈
- 존 벤저민 히키 - 병장 케이스 비치
- 존 슬래터리 - 버드 거버
- 배리 페퍼 - 병장 마이클 스트랭크
- 제이미 벨 - 이등병 랄프 이그나톱스키
- 폴 워커 - 병장 행크 핸슨
- 로버트 패트릭 - 존슨 대령
- 닐 맥도너 - 데이브 세브란스 대위
- 하브 프레스넬 - 노년 시절 데이브 세브란스
- 멜러니 린스키 - 폴린 하노이스 개그넌
- 토머스 매카시 - 제임스 브래들리
- 크리스 바워 - 해병대 사령관 앨릭샌더 반디그리프트 장군
- 고든 크래프 - 홀랜드 스미스 장군
- 주디스 아이비 - 벨 블럭
- 앤 다우드 - 스트랭크 부인
- 마이라 털리 - 매들린 이블리
- 조지프 크로스 - 프랭클린 수슬리 일병
- 벤저민 워커 - 핼런 블럭 상등병
- 알레산드로 마스트로부오노 - 척 린드버그 상등병
- 스콧 리브스 - 로베르토 런즈포드 이등병
- 데이비드 패트릭 켈리 - 해리 S. 트루먼 대통령